# Super Summer
『Super Summer』（スーパー・サマー）は、日本のガールズグループNiziUの楽曲。1stデジタルシングルとして2021年7月5日にEpic Record Japanよりリリースされた。コカ・コーラ『この瞬間が、私。』Summer篇CMソングに起用されている。

## 背景とリリース
2ndシングル『Take a picture / Poppin' Shakin'』より約3か月ぶりの新曲リリース。グループ初のデジタルシングルとなる。
2021年7月2日、午後8時に本シングルリリースが発表され、プリオーダー（予約注文）を開始した。

## チャート成績
本楽曲は、2021年7月14日公開（集計期間：2021年7月5日～7月11日）のビルボード・ジャパンチャートにおいて、「Download Songs」にて初登場3位 (22,101DL) を獲得。また週間5,338,736再生でストリーミング13位を記録し、総合チャート「JAPAN HOT 100」では8位に初登場した。

## 収録曲
| #         | タイトル         | 作詞                                                     | 作曲                                             | 編曲      | 時間 |
| --------- | ---------------- | -------------------------------------------------------- | ------------------------------------------------ | --------- | ---- |
| 1.        | 「Super Summer」 | Yuka Matsumoto、Anna Timgren、Charlotte Wilson (THE HUB) | TRIPPY、Anna Timgren、Charlotte Wilson (THE HUB) | TRIPPY    | 3:00 |
| 合計時間: | 合計時間:        | 合計時間:                                                | 合計時間:                                        | 合計時間: | 3:00 |